# Trận Soledar

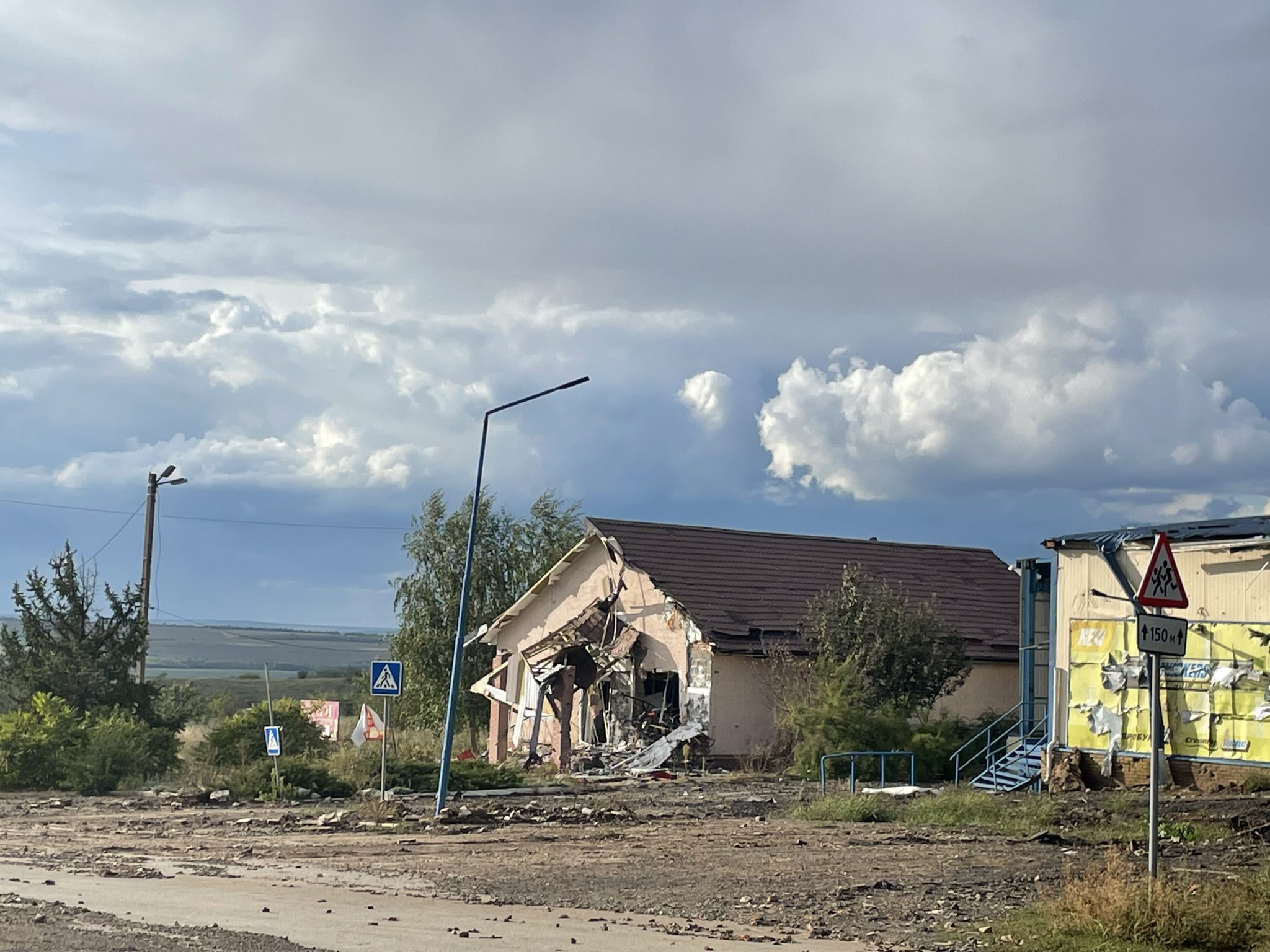
Cảnh hoang tàn tại Soledar

Trận Soledar là một loạt các cuộc đụng độ diễn ra trong và xung quanh khu định cư Soledar thuộc mặt trận Donbas trong cuộc Nga xâm lược Ukraina. Trận chiến khốc liệt kết thúc với chiến thắng thuộc về phía Nga với việc chiếm được toàn bộ thị trấn Soledar (bao gồm cả mỏ muối khổng lồ ở đây). Các cuộc tấn công trực tiếp của Nga vào Soledar được nối lại vào cuối tháng 12 đến đầu tháng 1 năm 2023 và vào ngày 16 tháng 1 năm 2023, các lực lượng Nga đã chiếm được khu vực cuối cùng của khu công nghiệp và giành quyền kiểm soát thị trấn, cho phép quân Nga tiếp tục đe dọa vùng ngoại ô phía bắc và đông bắc của Bakhmut. Chiến thắng này có ý nghĩa bản lề cho trận chiến tiếp theo khốc liệt hơn tại Bakhmut, thời điểm này, phần lớn Soledar đã trở thành đống đổ nát. Trận chiến Soledar được ví von là "trận Grozny phiên bản 2023".

## Bối cảnh

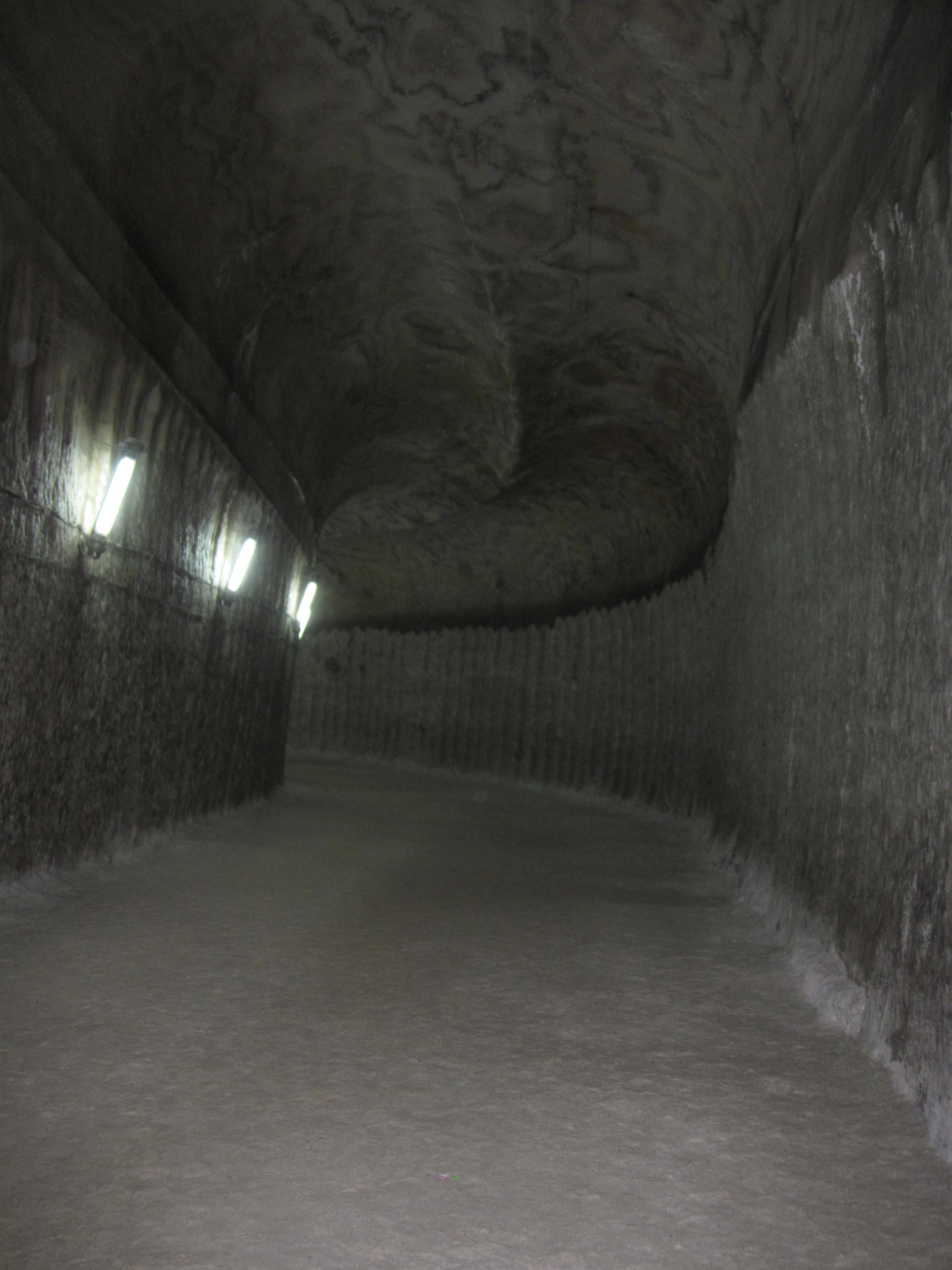
Mỏ muối khổng lồ ở Soledar

Đầu năm 2023 thì thị trấn Soledar trở thành một trong những chiến trường đẫm máu kể từ đầu cuộc chiến của Nga tại Ukraine. Cả hai bên đều dồn mọi nguồn lực để kiểm soát thành phố chiến lược này. Giới quan sát phương Tây cho rằng việc chiếm được Soledar sẽ là một thắng lợi tinh thần với Nga sau nhiều tuần liên tục phải lui quân ở miền bắc, đông bắc và đông Ukraine. Việc kiểm soát thành phố này cũng cho phép Nga cắt đứt tuyến cung ứng cho Bakhmut, bao vây lực lượng Ukraine tại đây và tiến tới kiểm soát toàn bộ vùng Donbass ở miền đông Ukraine, chiến thắng ở Soledar cũng sẽ làm nâng cao danh tiếng của Yevgeny Prigozhin và các mỏ muối khổng lồ ở đây cũng có giá trị về kinh tế hoặc có thể dùng làm nơi cất giấu vũ khí, đạn dược. Nếu chiếm được Soledar, Nga có thể dồn sức tấn công để kiểm soát toàn bộ vùng Donbass. Đây có thể coi là thành công của Nga khi đã đưa được các đơn vị chủ lực cơ động của Ukraine vào hiểm địa Bakhmut.  

## Diễn biến

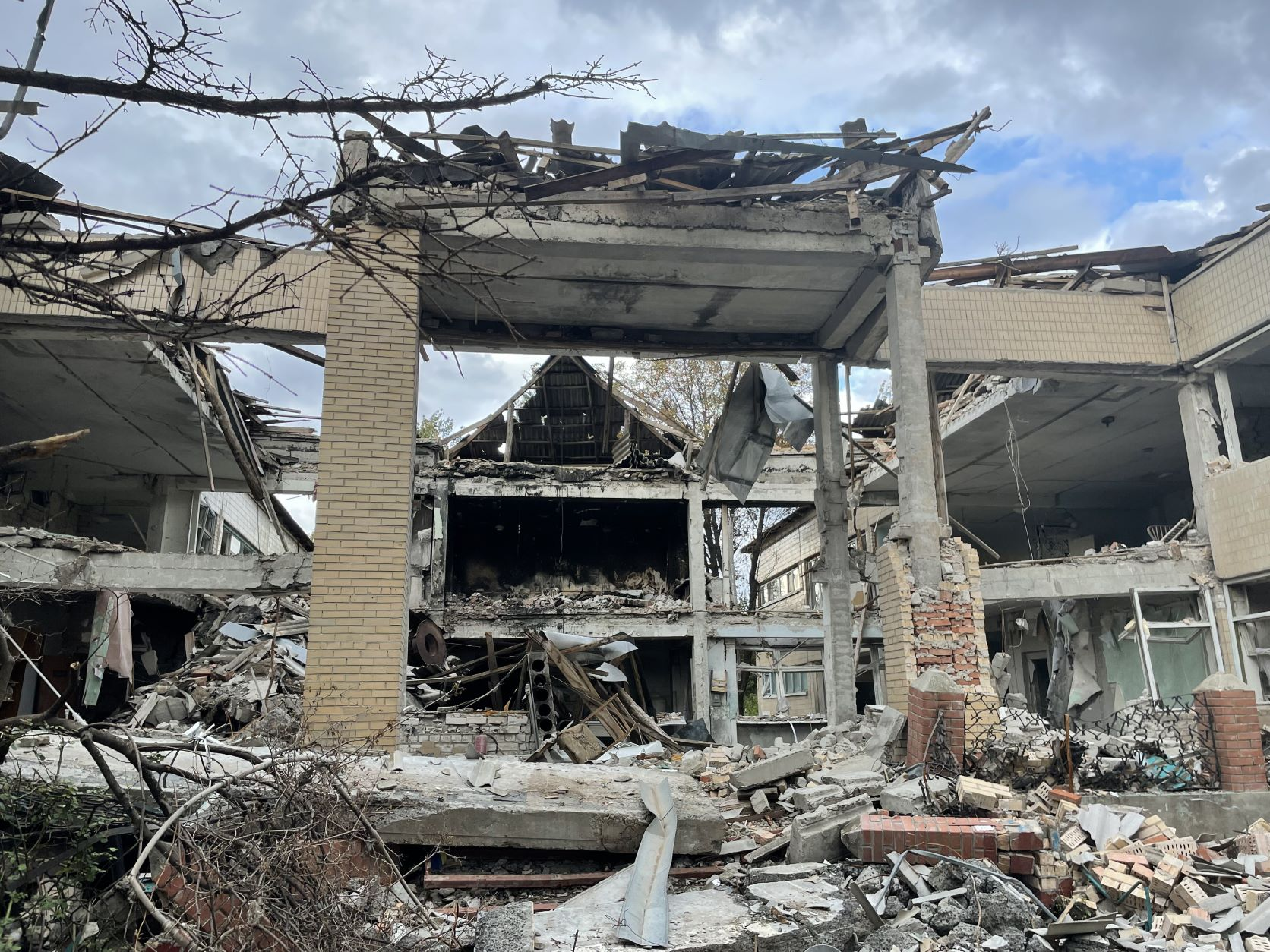
Một tòa nhà đổ nát ở Soledar

Sau những nỗ lực tổ chức tấn công tổng lực, Quân đội Nga dưới sự góp sức đắc lực của lực lượng lính hợp đồng đánh thuê Wagner, đang từng bước làm chủ thị trấn chiến lược Soledar. Chiến thuật Quân đội Nga sử dụng để tấn công Soledar không mới đó là sử dụng các nhóm tác chiến đặc nhiệm luồn sâu vào tuyến phòng ngự của Ukraine, giống như cách thức diễn ra tại cuộc chiến tranh Chesnya lần thứ hai. Quân đội Nga bao vây thì các đơn vị đặc nhiệm luồn sâu xung kích đã tấn công các vị trí phòng thủ của đối phương, đẩy đối phương vào vị trí định sẵn để sử dụng hỏa lực pháo binh, không quân tiêu diệt.
Tham gia mặt trận này có sự góp mặt của các chiến binh Wagner vốn được đào tạo chuyên nghiệp và các tay súng thuộc lực lượng Chechnya vốn là bậc thầy của tác chiến đô thị từng khiến gây thiệt hại nặng cho Quân đội Nga. Việc sử dụng các đơn vị tác chiến đặc nhiệm kết hợp với hỏa lực chi viện áp đảo khiến Quân đội Nga không phải tiến hành chiến tranh quy ước huy động binh lực quy mô để tấn công mà vẫn đạt được mục tiêu đề ra. Việc sử dụng đặc nhiệm để đánh chiếm các vị phòng thủ cũng giảm thiểu tổn thất tối đa trong tác chiến bất đối xứng trong môi trường đô thị.
Bộ Quốc phòng Nga ngày 13 tháng 1 năm 2023 tuyên bố đã kiểm soát hoàn toàn Soledar, nơi chỉ cách thành phố Bakhmut khoảng 14 km về phía bắc. Đây cũng là nơi tập trung đông đảo các tay súng của tập đoàn lính đánh thuê Wagner, lực lượng nòng cốt trong các mũi tiến công vào hai thành phố. Tuy nhiên, các quan chức quốc phòng Anh cho biết quân đội Ukraine gần như chắc chắn vẫn duy trì được những vị trí cố thủ trong thành phố Soledar và chưa thất thủ hoàn toàn, bất chấp những cuộc tấn công dữ dội từ phía Nga. Giao tranh ở Bakhmut đã kéo dài 6 tháng qua và Nga đạt được rất ít tiến bộ, trong khi tổn thất mà phía Nga hứng chịu rất khủng khiếp. Mãi đến ngày 25 tháng 1 năm 2023 thì Quân đội Ukraine mới xác nhận với hãng tin AFP rằng họ đã rút khỏi thị trấn chiến lược Soledar. Sau nhiều tháng giao tranh ác liệt, kể cả trong những tuần qua, Lực lượng Vũ trang Ukraine đã rời khỏi Soledar và rút lui dọc theo vùng ngoại ô đến các cứ điểm đã được chuẩn bị trước